# Mönch (Berg)

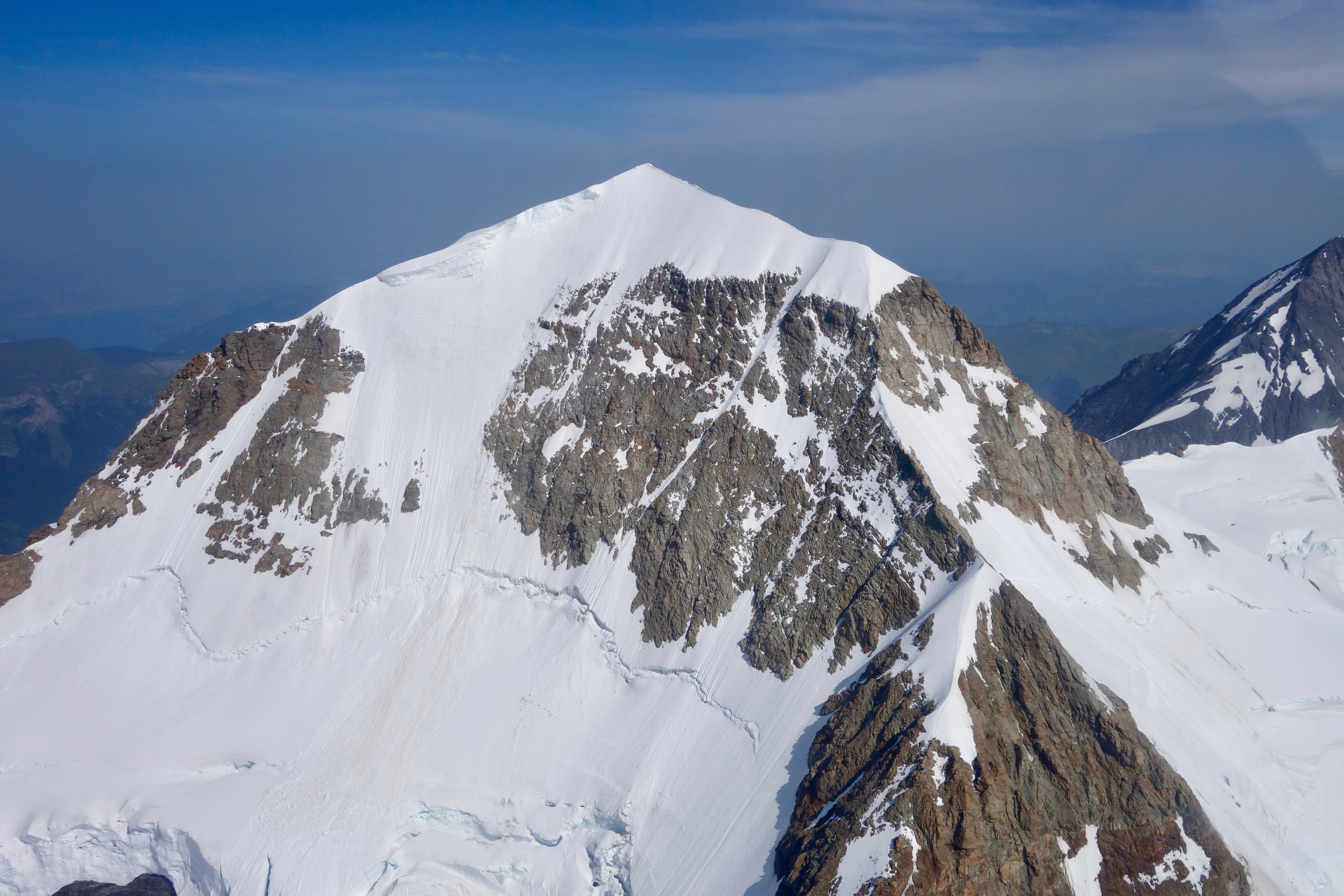
Blick auf den Mönch aus südlicher Richtung

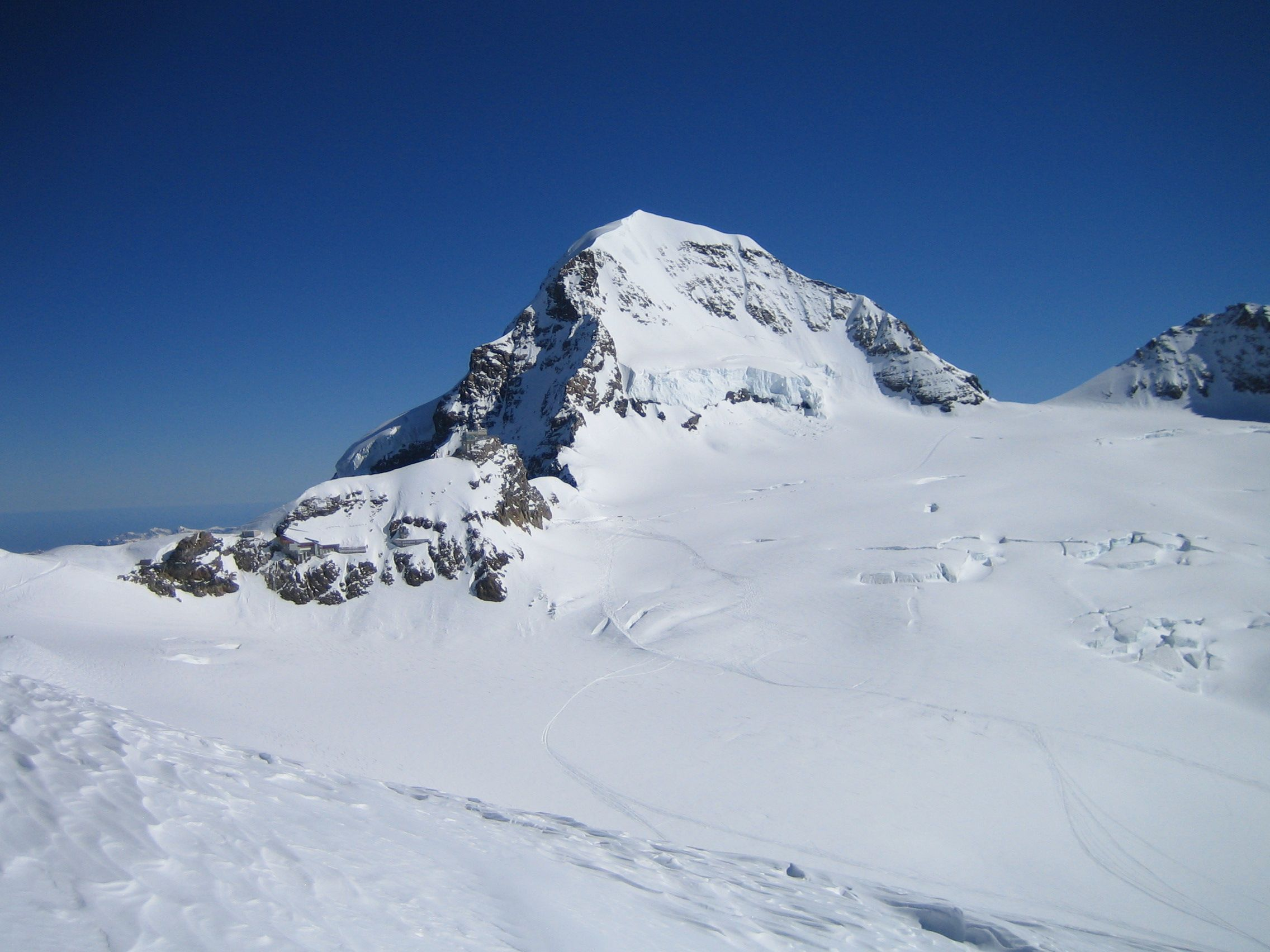
Blick vom Grossen Aletschgletscher zum Mönch

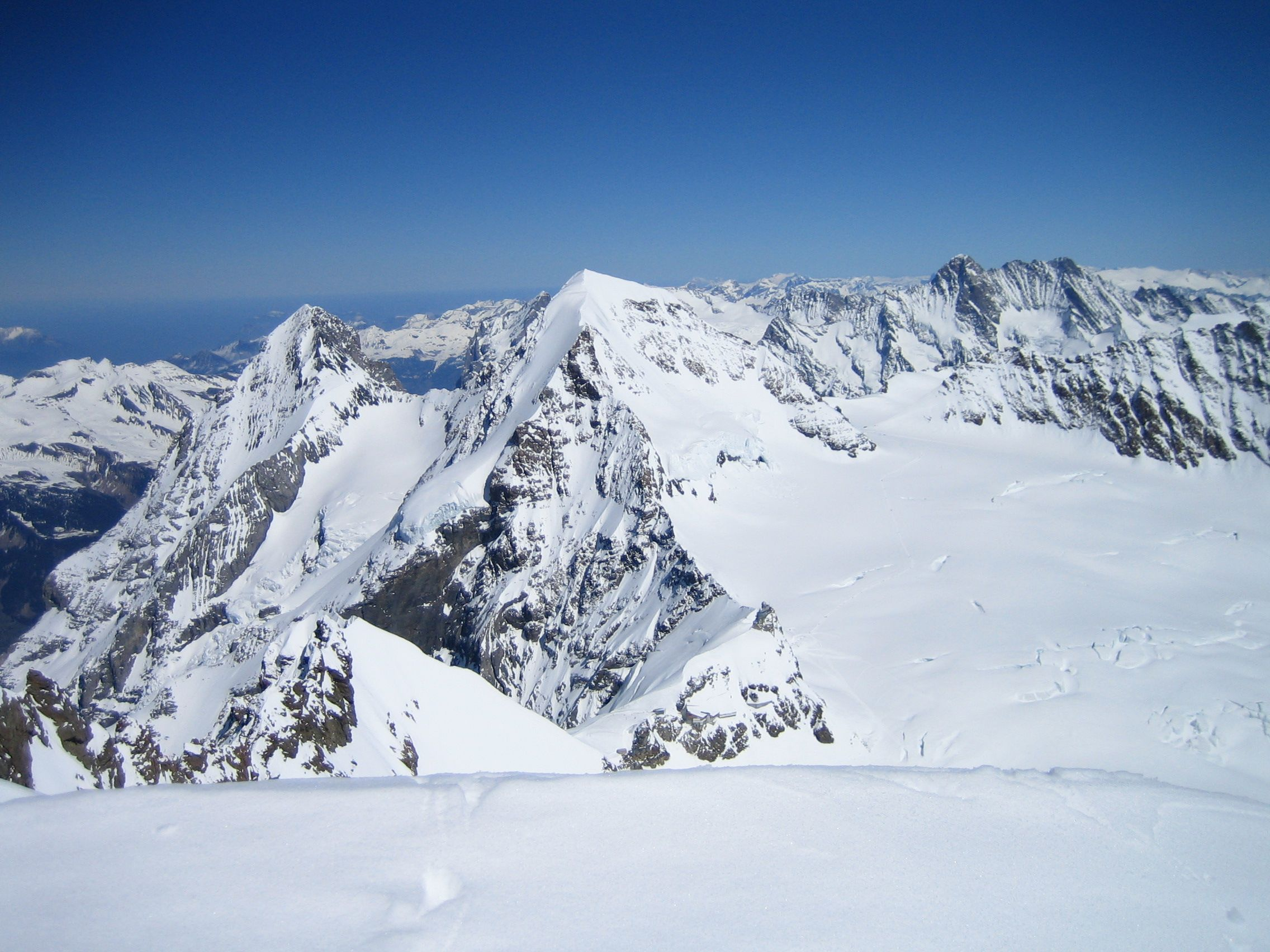
Blick von der Jungfrau zum Mönch

Eiger und Mönch, Ballonaufnahme von Eduard Spelterini, zwischen 1893 und 1924

Der Mönch ist ein 4110 m ü. M. hoher Berg der Berner Alpen in der Schweiz. Zusammen mit dem Eiger und der Jungfrau bildet er eine markante, von weit her sichtbare Dreiergruppe, ein sogenanntes Dreigestirn.
Die Erstbesteigung fand am 15. August 1857 durch Christian Almer, Christian Kaufmann, Ulrich Kaufmann und Sigismund Porges statt.
Südöstlich des Mönchs liegt die Mönchsjochhütte, eine 3657 m ü. M. hoch gelegene Berghütte wenig oberhalb des oberen Mönchsjochs, das den Mönch vom Trugberg trennt.

## Höhenbestimmung
1935 wurde die Höhe des Mönchs mit 4099 m ü. M. bestimmt. Diese Zahl ist noch häufig in der Literatur zu finden. 1993 ergaben jedoch Messungen per Luftfotogrammetrie eine Höhe von 4107 m ü. M. Daraufhin wurde der Wert auf der Landeskarte der Schweiz korrigiert. Mit einer Messung per GPS ermittelte man 1997 eine Höhe von 4109,4 m ü. M.; und bei einer erneuten luftfotogrammetrischen Messung von 1999 ergab sich sogar eine Höhe von 4110 m ü. M. Für die Veränderung des Werts sind nicht nur Messfehler verantwortlich, sondern auch die Tatsache, dass der Mönch eine Kuppe aus Firn besitzt, welche in den letzten Jahren gewachsen ist.

## Name
Am Fusse des Mönchs befinden sich Alpweiden, auf denen früher Wallache, sogenannte „Münche“, gesömmert wurden. So hat man den über den Münchenalpen gelegenen Berg Münchenberg genannt und schliesslich nur noch Münch oder Mönch.

## Routen
- Südarm des Ostgrates (Normalroute)
  - Schwierigkeit: ZS-, mit II. UIAA-Grad Felskletterei
  - Zeitaufwand: 2½–3½ Std. von der Mönchsjochhütte, 3–4 Std. vom Jungfraujoch
  - Ausgangspunkt: Mönchsjochhütte (3657 m ü. M.)
  - Talort: Grindelwald (1034 m ü. M.)

- Südwestgrat
  - Schwierigkeit: ZS+, mit III-. UIAA-Grad Felskletterei
  - Zeitaufwand: 3–4 Stunden
  - Ausgangspunkt: Jungfraujoch (3454 m ü. M.)
  - Talort: Grindelwald (1034 m ü. M.)

- Nordostarm des Ostgrates
  - Schwierigkeit: ZS, mit III+. UIAA-Grad Felskletterei
  - Zeitaufwand: 4–5 Stunden
  - Ausgangspunkt: Mönchsjochhütte (3657 m ü. M.)
  - Talort: Grindelwald (1034 m ü. M.)

- Nordostgrat
  - Schwierigkeit: ZS
  - Zeitaufwand: 4–5 Stunden
  - Ausgangspunkt: Mönchsjochhütte (3657 m ü. M.)
  - Talort: Grindelwald (1034 m ü. M.)

- Nordwestbollwerk (Nollen)
  - Schwierigkeit: S
  - Zeitaufwand: 6–10 Stunden
  - Ausgangspunkt: Guggihütte (2791 m ü. M.)
  - Talort: Kleine Scheidegg (2061 m ü. M.)